# Armand-Louis de Sérent
Armand-Louis de Sérent (Nantes, 30 décembre 1736 – Paris,, 30 octobre 1822), marquis de Kerfily puis duc de Sérent, est un militaire et homme politique français des XVIIIe et XIXe siècles.

## Biographie
Fils de Louis, marquis de Sérent de Kerfily, et de Marie-Madelaine-Gabrielle Charette de Montebert, Armand-Louis de Sérent naquit à Nantes le 30 décembre 1736, d’une famille dont la noblesse remonte jusqu’au combat des Trente.
Il entra au service dans les mousquetaires de la maison du roi en 1751, fut nommé guidon de gendarmerie en 1752, puis mestre de camp-lieutenant du régiment Royal-Cavalerie le 10 février 1759.
La même année, il épousa Bonne-Marie-Félicité de Montmorency-Luxembourg.
Sa « conduite distinguée » à la tête du régiment Royal pendant toutes les campagnes de la guerre de Sept Ans, en Allemagne, lui valut la croix de l'ordre de Saint-Louis en 1762, quoiqu'il n'eût encore que onze années de service. Il fut créé brigadier de cavalerie le 20 avril 1768, et maréchal-de-camp le 1er mars 1780.
La même année,, le roi Louis XVI, à la demande du comte d'Artois, le nomma gouverneur des ducs d'Angoulême et de Berry.

### Émigration
Bientôt après, « l'horizon politique s'obscurcit, et annonça à la France une tourmente funeste ». Louis XVI donna au marquis de Sérent l'ordre de conduire les princes à la cour de Victor-Amédée III, roi de Sardaigne, leur aïeul maternel, sous les yeux duquel leur éducation fut achevée.
Devenu grand d'Espagne de la première classe en 1789, il quitta, avec ses « augustes » élèves, la cour de Turin, près de laquelle il était devenu l'agent et l'intermédiaire des princes français, et servit alternativement près de la personne de Louis XVIII, et du duc d'Angoulême, qu'il accompagna à l'armée de Condé, où il servit lui-même avec distinction.
Monsieur l’ayant attaché à sa personne, il le suivit en Russie, puis à Londres et enfin dans sa retraite à Édimbourg. Lorsque Louis XVIII vint en Angleterre (1807), Sérent se rendit auprès de ce prince à Hartwell, et ne le quitta plus jusqu’à son retour à Paris en 1814.

### Restauration française
Rentré en France avec le roi, il fut appelé à la pairie le 4 juin 1814, avec le titre de duc, créé lieutenant-général des armées du Roi (12 octobre), ensuite gouverneur du « château royal » de Rambouillet, et enfin chevalier des ordres du Roi le 30 septembre 1820.
Le duc de Sérent se fit peu remarquer à la Chambre haute, où il vota pour la mort dans le procès du maréchal Ney.
L'ancien président de la noblesse aux États de Bretagne, est mort le 30 octobre 1822, laissant comme héritier de sa pairie son petit-fils Louis de Sérent, fils du vicomte Armand Léon Bernardin de Sérent et d'Anna-Maria Isabel Alvarez de Toledo.
On lui doit une Exposition des objets discutés dans les États généraux de France, depuis l'origine de la monarchie.
Curieux de géographie, il acquit une précieuse collection d'objets des colonies auprès de Charles Philippe Fayolle (déposée par la Bibliothèque municipale de Versailles au musée du quai Branly).

### Postérité
Armand-Louis de Sérent avait une sœur, la comtesse Julie de Sérent, (vers 1738 - après octobre 1793), non mariée, dame pour accompagner (24 juin 1781) Bathilde d'Orléans, duchesse de Bourbon.
- Il avait eu, de son mariage (23 janvier 1754) avec Bonne-Marie-Félicité de Montmorency-Luxembourg (1739-1823), fille de Charles-Anne-Sigismond de Montmorency-Luxembourg, duc d'Olonne, maréchal-de-camp, et de Marie-Étiennette de Bullion de Fervaques, sa première femme :
  - Armand-Sigismond-Félicité-Marie (Paris, 1er septembre 1762 - Tué le 26 mars 1796 pendant la guerre de Vendée, victime de la Révolution française), comte de Sérent, maréchal de camp, député aux États généraux de 1789, marié (10 janvier 1785 à Paris) avec Charlotte-Ferdinande de Choiseul (vers 1765 - Paris, 10 avril 1845), fille de Louis Marie Gabriel de Choiseul (1734- vers 1795), baron d'Esquilly, dame pour accompagner (1784-1789) la comtesse de Provence (Marie-Joséphine de Savoie), dont :
    - Postérité

  - Armand Léon Bernardin (octobre 1764 - Tué le 26 mars 1796 pendant la guerre de Vendée, victime de la Révolution française), vicomte de Sérent, tué le même jour que son frère ;
  - Anne Angélique Marie Émilie (Paris, 13 septembre 1770 - Paris, 16 mars 1856), mariée, en juillet 1788 à Paris, avec Raymond Jacques Marie, vicomte puis duc de Narbonne-Pelet (1771-1855), pair de France, ministre d'État, membre du conseil privé, et chevalier des ordres du Roi, sans postérité ;
  - Anne-Félicité Simone (Paris, 15 janvier 1772 - Paris, 25 janvier 1848), mariée, en 1799, avec le comte Étienne-Charles, duc de Damas-Crux, dont au moins deux filles jumelles nées après 1800, hors de France (sort inconnu).

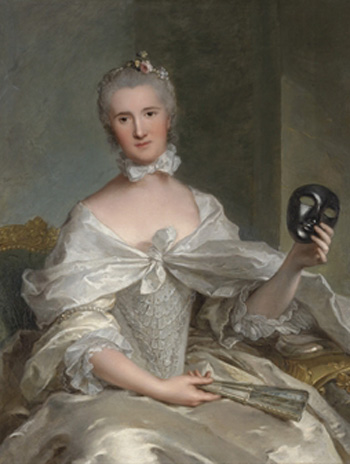
Jean-Marc Nattier, Portrait de la comtesse de Sérent, 1754.
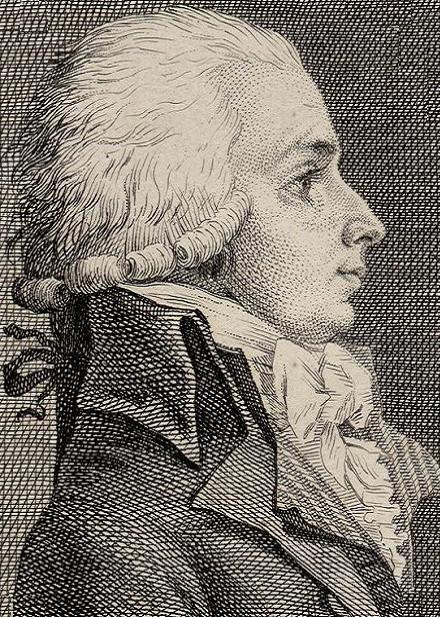
Armand-Sigismond de Sérent (1762-1796)
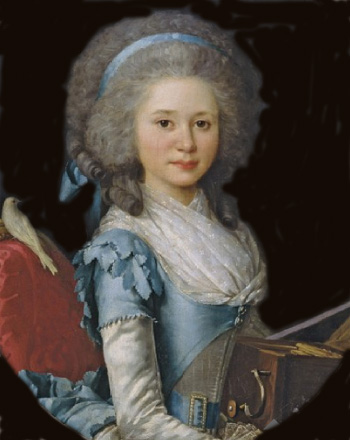
Antoine Vestier, Anne Angélique Marie Émilie de Sérent de Kerfilis, 1788.
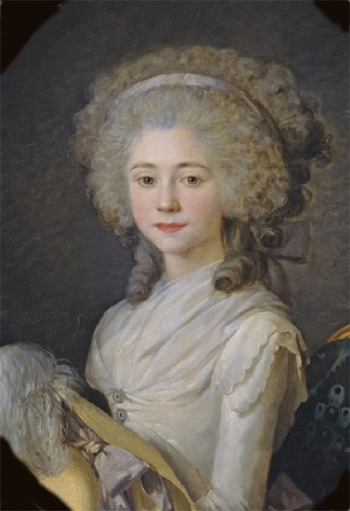
Antoine Vestier, Anne-Félicité-Simone de Sérent de Kerfilis, 1788.

## Distinctions

### Titres
- Avant la Révolution :
  - marquis de Kerfily ;
  - seigneur de Jully, Sgr de La Frette (Saint-Victor-de-Réno, Orne), de La Ventrouze (Orne)[9] ;
  - Grand d'Espagne de la 1re classe au titre de marquis de Kerfily (cédules du 12 novembre 1789, par Charles IV d'Espagne)[10],[5] ;
- Restauration française :
  - 1er duc de Sérent (31 août 1817),
  - pair de France :
    - 4 juin 1814 - 20 mars 1815, juillet 1815 - 30 octobre 1822 ;
    - duc et pair (sans lettres patentes ni majorat)[10],[5].

### Décorations
| Chevalier du Saint-Esprit | Chevalier de Saint-Louis |

- Chevalier du Saint-Esprit (30 septembre 1820[3],[5]).
- Chevalier de Saint-Louis en 1762[3].

## Armoiries
« D'or, à trois quintefeuilles de sable »,,,.

### Fonds d'archives
- Les papiers personnels d'Armand-Louis de Sérent sont conservés aux Archives nationales sous la cote 161AP[13]